# Финикийска федерация
Финикийската федерация е обединение, в рамките на Персийската империя, на финикийските градове Тир, Сидон и Арвад с център новооснования Триполи.
Създадена е през 530-те години пр.н.е., след края на Нововавилонското царство и освобождаването с декрет на Кир Велики от 537 г. пр.н.е. на евреите от т.нар. вавилонски плен.
Финикийските градове, които си били много напатили от Новоасирийската и Нововавилонската тирания, доброволно се подчинили на персите. Територията под финикийска власт се разширила на север до Иския залив, а на юг до Аскалон.
Тир, Сидон и Арвад обединили усилията си, образувайки общофиникийска Адира със седалище Триполи. По този начин Финикия станала икономически и военен морски център на Ахеменидите на Средиземноморието. Те се сдобили и с правото да секат своя сребърна монета, която след края на федерацията била заменена от картагенския шекел. Във финансово отношение Картаген, откъдето и да се погледне, заема първо място сред страните на древността. По време на Пелопонеската война този финикийски град според сведенията на първия гръцки историк е превъзхождал всички гръцки държави и неговите доходи са сравними с тези на Великия цар. 
Политическият съюз просъществувал почти през цялата Ахеменидска епоха.
Политиката на съюза била изцяло подчинена на Великия цар. Източните финикийци признавали западнополитически Картагенската конфедерация на западните финикийци или както те били известни – на пуните. Тогава започват да развиват и собствено земеделско стопанство.
Източните постигнали няколко морски победи, но все пак се изложили в решителната битка при Саламин, докато западните били разбити последователно и сухопътно в битка при Химера и морски в битката при Куме, като в последната били само етруски съюзници.